# Emmanuel Guibert
Pour les articles homonymes, voir Guibert.
Emmanuel Guibert est un dessinateur et scénariste de bande dessinée, né en 1964 à Paris.

## Biographie
Après de courtes études à l'ENSAD, il commence un album retraçant la montée du nazisme en Allemagne dans les années trente, Brune, tout en exerçant comme illustrateur et story-boarder. L'album paraît en 1992, après sept ans de travail.
Son apparition dans la revue Lapin et sa participation à l'atelier des Vosges, en compagnie de Frédéric Boilet, Émile Bravo, Fabrice Tarrin, Christophe Blain ou Joann Sfar, marquent une évolution de son style plus épuré au service de récits vécus.
Style qu'il inaugure avec La Guerre d'Alan (prépublié dans Lapin, en 2000) qui raconte les souvenirs d'Alan Ingram Cope, soldat américain de la Seconde Guerre mondiale installé en France, et qu'il poursuit avec Le Photographe, d'après des entretiens avec Didier Lefèvre, parti en Afghanistan dans les années 1980, et avec l'aide de Frédéric Lemercier. Cette série de bande dessinée documentaire, élaborée dans un format inédit à l'époque, vaut aux auteurs de nombreuses distinctions.
Parallèlement, il crée plusieurs séries, notamment Sardine de l'espace, Les Olives noires et La Fille du professeur avec Joann Sfar.
En 2007, il est lauréat de la Villa Kujoyama. De cette récompense naîtra l'album Japonais en décembre 2008. En 2009, il obtient le « Grand Boum-Ville de Blois », prix décerné par le festival bd BOUM, pour l'ensemble de son œuvre.
Au Festival d'Angoulême 2017, il reçoit le Prix René Goscinny qui récompense son travail de scénariste pour l'ensemble de son œuvre. En janvier 2018, le Festival international de la bande dessinée consacre une exposition à Guibert.
Après avoir été finaliste du Grand prix de la ville d'Angoulême en 2019, il est finalement élu par les auteurs lors du festival de l'année suivante. En 2020, Il devient le premier auteur de bandes dessinées à qui l’Académie des beaux-arts consacre une exposition.
En janvier 2023, il est élu membre de la section de gravure et de dessin de l’Académie des beaux-arts. Il occupe le fauteuil de Pierre-Yves Trémois, disparu en 2020.

## Œuvres

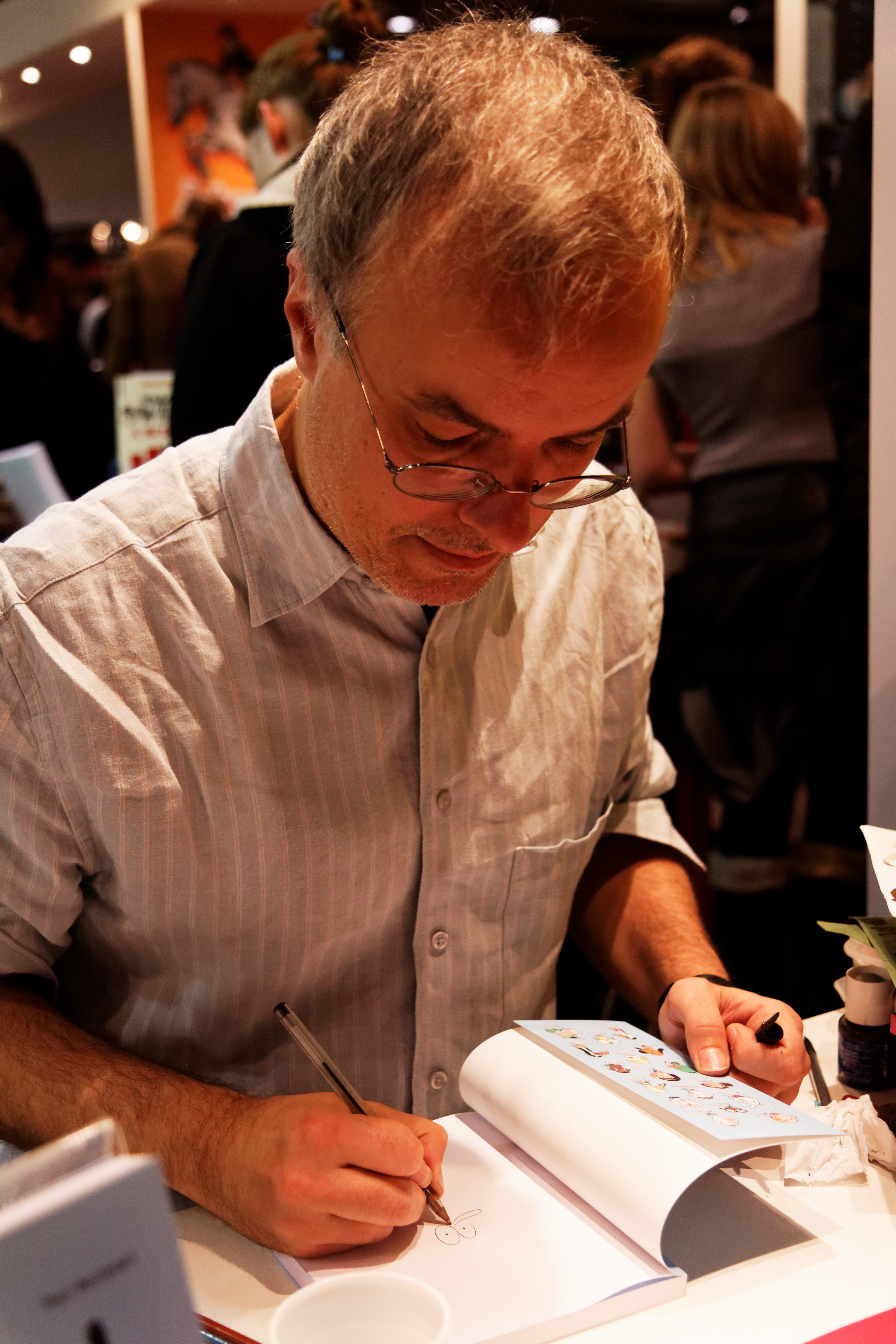
Emmanuel Guibert en dédicace au salon du livre et de la presse jeunesse de Montreuil, le 2 décembre 2012.

### Bandes dessinées (albums)
- Brune, Albin Michel, 1992.  (ISBN 2-226-05998-9).
- La Fille du professeur (dessin), avec Joann Sfar (scénario), Dupuis, coll. « Humour libre », 1997.  (ISBN 2-8001-2481-4)
- Un Strip dans Hommage à M. Pinpon, L'Association, cadeau-adhérents, 1997.
- Light 2000, dans Comix 2000, L'Association, 1999.
- Participation à Lapins, L'Association, cadeau-adhérents, 2000.
- Va et Vient, L'Association, 2005.
- Sardine de l'espace (scénario, dessin à partir du tome 9), avec Joann Sfar (dessin jusqu'au tome 8), Bayard Presse :

1. Le Doigt dans l'œil, 2000 ;
2. Le Bar des ennemis, 2000 ;
3. La Machine à laver la cervelle, 2001 ;
4. Les Voleurs de yaourts, 2001 ;
5. Le Championnat de boxe, 2002 ;
6. Le Capitaine Tout Rouge, 2002 ;
7. La Grande Sardine, 2003 ;
8. Les Tatouages carnivores, 2003 ;
9. Montagne électorale, 2004.

- Sardine de l'espace, 2e édition (scénario, dessin du tome 5 au tome 7), avec Joann Sfar (dessin jusqu'au tome 4), avec Mathieu Sapin (à partir du tome 8), Dargaud :

1. Platine Laser, 2007 ;
2. Zacar et les Zacariens, 2007 ;
3. Il faut éliminer Toxine, 2008 ;
4. Le Remonte-Kiki, 2008 ;
5. Mon œil !, 2008 ;
6. La Cousine Manga, 2007 ;
7. Pizza Tomik, 2008 ;
8. Les Secrets de l'Univers, 2009 ;
9. Le Loto des nombrils, 2010.
10. La Reine de l'Afripe, 2011.
11. L'Archipel des Hommes-sandwichs, 2012.
12. Môssieur Susupe et Môssieur Krokro, 2013.
13. Le Mange-manga, 2014.

- La Guerre d'Alan, L'Association, coll. « Ciboulette » :

1. Tome 1, 2000  (ISBN 2-84414-036-X)
2. Tome 2, 2002  (ISBN 2-84414-078-5)
3. Tome 3, 2008.  (ISBN 978-2-84414-261-0) Sélection officielle du Festival d'Angoulême 2009
  - Monovolume grand format, L'Association, 2009  (ISBN 978-2-84414-314-3)
  - Monovolume, L'Association, 2010.

- L'Enfance d'Alan, L'Association, coll. « Ciboulette », 2012. - Grand Prix de l'ACBD 2013.  (ISBN 978-2-84414-455-3)
- Martha & Alan[7], L'Association, 2016  (ISBN 978-2-84414-593-2) - Sélection officielle du Festival d'Angoulême 2017
- Le Capitaine écarlate (dessin), avec David B. (scénario), Dupuis, coll. « Aire libre », 2000.  (ISBN 2-8001-2971-9)[8]
- Les Olives noires (dessin), avec Joann Sfar (scénario), Dupuis, Marcinelle :

1. Pourquoi cette nuit est-elle différente des autres nuits ?, 2001  (ISBN 2-8001-3149-7)
2. Adam Harishon, 2002  (ISBN 2-8001-3220-5)
3. Tu ne mangeras pas le chevreau dans le lait de sa mère, 2003.  (ISBN 2-8001-3378-3)

- Ariol (scénario), avec Marc Boutavant (dessin), Bayard Presse :

1. Debout !, 2002 ;
2. Jeux idiots, 2002 ;
3. Bête comme un âne, sale comme un cochon..., 2003 ;
4. Le Vaccin à réaction, 2003 ;
5. Karaté, 2004 ;
6. Oh, la mer !, 2006.

- Ariol (Nouvelle édition) (scénario), avec Marc Boutavant (dessin), Bd kids :

1. Un Petit Âne comme vous, 2011 (reprend les histoires Debout, Bête comme un âne, sale comme un cochon, et Jeux idiots) ;
2. Le Chevalier cheval, 2011 ;
3. Copain comme cochon, 2011 ;
4. Une jolie vache, 2011 ;
5. Bisbille fait mouche, 2011 ;
6. Chat méchant, 2011 ;
7. Le Maître-chien, 2012 ;
8. Les Trois Baudets, 2013 ;
9. Les Dents du lapin, 2014 ;
10. Les Petits Rats de l'Opéra, 2016 ;
11. La Fête à la grenouille, 2017;
12. Le Coq sportif, 2017 ;
13. Le Canard calé, 2017 ;
14. Ce Nigaud d'agneau, 2018 ;
15. Touche pas à mon veau, 2019 ;
16. Naphtaline nous dit toutou, 2020 ;
17. La Chouette classe verte , 2021 ;
18. Vieux sac à puces ! , 2022 ;
19. Ariol chante comme un rossignol ,2023
20. Le Cheval à bascule,2024

Ariol : Où est Pétula ?, 2013 (Hors-série) ;
- Le Photographe (scénario et dessin d'après le récit de Didier Lefèvre), Dupuis, coll. « Aire Libre », également publié en Intégrale, 2008 :

1. Tome 1, 2003  (ISBN 2-8001-3372-4)
2. Tome 2, 2004  (ISBN 2-8001-3540-9)
3. Tome 3, 2006  (ISBN 2-8001-3544-1). Globe de Cristal 2007.

HS. Conversations avec le photographe, Dupuis coll. Aire libre, 2009  (ISBN 978-2-8001-4558-7)
- Participation au cadavre exquis de l'Oupus 2, L’Association, coll. « Oubapo », 2003.
- Participation à l'Oupus 4, L'Association, coll. « Oubapo », 2005.
- Shin.Ichi, dans Japon, Casterman, coll. « Écritures », 2005.
- Tom-Tom et Nana t. 33 : Ben ça alors ! (scénario), avec Bernadette Després (dessin), Bayard, coll. « Bayard Poche », 2005.
- Va et vient, L'Association, 2005.
- Des nouvelles d'Alain : première partie (scénario et dessin en collaboration avec Alain Keler, photographe et Frédéric Lemercier), in revue XXI (Vingt et un), no 8, automne 2009.
- Rupestres !, collectif, avec Étienne Davodeau, Marc-Antoine Mathieu, Troub's, David Prudhomme et Pascal Rabaté, Futuropolis, 2011.

### Autres travaux
- La Campagne à la mer, Futuropolis, 2007, première édition : Ouest France 2002
- Les Poixons, Bréal, coll. « Bréal Jeunesse », 2003
- Le Pavé de Paris, Futuropolis, 2007, première édition : Ouest France 2004
- Monographie prématurée, L'An 2, 2006
- Japonais, Futuropolis, 2008
- Italia, 250 dessins issus de carnets en Italie, Dupuis, 2015
- Légendes t.1 Dessiner dans les musées, Dupuis, 2020
- Le smartphone et le balayeur, Les Arênes, 2021
- Emmanuel Guibert, en bonne compagnie avec Jacques Samson, Les Impressions nouvelles, 2021.
- Légendes t.2 Dormir dans les transports en commun, Dupuis, 2023

Comme illustrateur :
- Poum Tiya et le Roi-Soleil de Béatrix Saule ; Emmanuel Guibert, illustrateur - Art lys, 1995
- Des nouvelles d'Alain d'Alain Keler ; Emmanuel Guibert, illustrateur - Les Arènes, 2011

### Récits
- Mike. - Gallimard, 2021. - Collection Sygne (raconte l'amitié entre Emmanuel Guibert et l'architecte américain Michael James Plautz)

## Distinctions

### Récompenses
- 1998 : Alph-Art coup de cœur et Prix René-Goscinny au festival d'Angoulême pour La Fille du professeur (avec Joann Sfar)[9]
- 2003 : Prix Région Centre-Val-de-Loire pour Le Photographe
- 2004 : Prix des libraires de bande dessinée pour Le Photographe, t. 1 (avec Frédéric Lemercier et Didier Lefèvre)[1]
- 2005 : Prix France Info de la Bande dessinée d’actualité et de reportage[10] pour Le Photographe, tome 2
- 2007 : 
  - Globe de Cristal de la meilleure bande dessinée pour Le Photographe[1]
  - « Essentiel » d'Angoulême pour le Photographe (avec Frédéric Lemercier et Didier Lefèvre)[3]
- 2009 : prix  Grand Boum de la Ville de Blois
- 2010 : 
  -  Prix Eisner de la meilleure édition américaine d'une œuvre internationale pour Le Photographe (avec Didier Lefèvre)[3]
  -  Prix Micheluzzi de la meilleure série de bande dessinée étrangère pour Le Photographe
- 2013 : Grand prix de la critique de l'ACBD pour L'Enfance d'Alan[3]
- 2017 : Prix René Goscinny pour l'ensemble de son œuvre[3].
- 2019 :  Prix Micheluzzi jeunes lecteurs pour Ariol t. 1-2 (dessins de Marc Boutavant)[11].
- 2020 : 
  - Grand prix de la ville d'Angoulême[4]
  -  "Mention" au Prix BolognaRagazzi, catégorie Comics - Early Reader[12], Foire du livre de jeunesse de Bologne  pour Ariol, tome 15 : Touche pas à mon veau, dessins de Marc Boutavant

### Décoration
- 2013 :  Chevalier de l'ordre des Arts et des Lettres[13]